# آی‌ام‌جی سنتر
آی‌ام‌جی سنتر (به انگلیسی: IMG Center) یک ساختمان بلندمرتبه به سبک مدرنیست می‌باشد که درسال ۱۹۶۵ در ۱۶ طبقه با ارتفاع ۱۸۰ فوت درمنطقه نه و دوازده مرکز شهر کلیولند ساخته شده‌است. این ساختمان در تقاطع مهم کلیولند شرق نهم و سنت کلر قرار دارد. این ساختمان به دنبال شرکت بین‌المللی مدیریت یا IMG مؤسسه کلیولند نامگذاری شده‌است. در بالای ساختمان یک «توپی» وجود دارد که از تمام جهات قابل مشاهده است و نشانگر IMG را نشان می‌دهد. نمای ظاهری خاص و مشخصه ساختمان به دلیل استفاده از شیشه در گوشه‌های آن به جای استفاده از مصالح محکم است. این ساختمان در زمان ساخت آن ۷ میلیون دلار هزینه داشت و نمونه خوبی از ساخت آسمان خراش مدرنیست مطرح شد.